# Partit del Poble de Mongòlia
El Partit del Poble de Mongòlia (mongol: Монгол Ардын Нам, MAH; Mongol Ardīn Nam, MAN) és el partit polític més antic de Mongòlia.
La ideologia del partit és la socialdemocràcia, si bé en el passat i des de la seua fundació l'any 1920, fou d'ideologia comunista i marxista-leninista. El partit va tindre un paper important en la revolució de l'any 1921. Després de la independència del país, es va implantar un règim de partit únic en la recentment creada República Popular de Mongòlia. L'any 1924 el partit es converteix definitivament en el Partit Revolucionari del Poble de Mongòlia, unint-se a l'internacional Comunista.
Després de la revolució democràtica de Mongòlia, es va permetre la llibertat de partits a Mongòlia. El partit va romandre al govern fins a l'any 1996 i tornà al govern des de l'any 2000 fins al 2004.
El PPM és actualment el partit de govern des de 29 de juny de 2016 amb 65 dels 76 escons al Gran Jural de l'Estat.

## Resultats electorals

### Eleccions presidencials
| Any  | Candidat                     | Vots    | %           | Pos. | Resultat |
| ---- | ---------------------------- | ------- | ----------- | ---- | -------- |
| 1993 | Lodongiyn Tudev              | 397.061 | 40,1 / 100  | 2n   | Derrota  |
| 1997 | Natsagiin Bagabandi          | 597.573 | 62,5 / 100  | 1r   | Elegit   |
| 2001 | Natsagiin Bagabandi          | 581.381 | 59,2 / 100  | 1r   | Elegit   |
| 2005 | Nambaryn Enkhbayar           | 495.730 | 54,2 / 100  | 1r   | Elegit   |
| 2009 | Nambaryn Enkhbayar           | 520.948 | 48,07 / 100 | 2n   | Derrota  |
| 2013 | Badmaanyambuugiin Bat-Erdene | 520.380 | 41,97 / 100 | 2n   | Derrota  |
| 2017 | Miyeegombyn Enkhbold         | 497.067 | 44,85 / 100 | 2n   | Derrota  |
| 2021 | Ukhnaagiin Khürelsükh        | 820,092 | 72,24 / 100 | 1r   | Elegit   |

### Eleccions alGran Jural de l'Estat
| Any                          | Candidat                   | Vots                 | %                    | Pos.                 | Diputats             | +/-                  |
| En la RP de Mongòlia         | En la RP de Mongòlia       | En la RP de Mongòlia | En la RP de Mongòlia | En la RP de Mongòlia | En la RP de Mongòlia | En la RP de Mongòlia |
| ---------------------------- | -------------------------- | -------------------- | -------------------- | -------------------- | -------------------- | -------------------- |
| 1951                         | Yumjaagiin Tsedenbal       |                      |                      | 1r                   | 176 / 295            | Nou                  |
| 1954                         | Yumjaagiin Tsedenbal       | 1r                   | 192 / 295            | 16                   |                      |                      |
| 1957                         | Yumjaagiin Tsedenbal       | 1r                   | 178 / 233            | 14                   |                      |                      |
| 1960                         | Yumjaagiin Tsedenbal       | 1r                   | 207 / 267            | 29                   |                      |                      |
| 1963                         | Yumjaagiin Tsedenbal       | 1r                   | 216 / 270            | 9                    |                      |                      |
| 1966                         | Yumjaagiin Tsedenbal       | 1r                   | 234 / 287            | 18                   |                      |                      |
| 1969                         | Yumjaagiin Tsedenbal       | 1r                   | 252 / 297            | 18                   |                      |                      |
| 1973                         | Yumjaagiin Tsedenbal       | 1r                   | 282 / 336            | 30                   |                      |                      |
| 1977                         | Yumjaagiin Tsedenbal       | 1r                   | 328 / 354            | 46                   |                      |                      |
| 1981                         | Yumjaagiin Tsedenbal       | 1r                   | 344 / 370            | 16                   |                      |                      |
| 1986                         | Jambyn Batmönkh            | 1r                   | 346 / 370            | 2                    |                      |                      |
| 1990                         | Gombojavyn Ochirbat        | 1r                   | 358 / 430            | 12                   |                      |                      |
| Transició a la nova Mongòlia |                            |                      |                      |                      |                      |                      |
| 1992                         | Puntsagiin Jasrai          | 1.719.257            | 56,9                 | 1r                   | 70 / 76              | Nou                  |
| 1996                         | Puntsagiin Jasrai          | 408.977              | 40,5                 | 2n                   | 26 / 76              | 44                   |
| 2000                         | Nambaryn Enkhbayar         | 517.746              | 51,6                 | 1r                   | 72 / 76              | 46                   |
| 2004                         | Nambaryn Enkhbayar         | 517.443              | 48,23                | 1r                   | 36 / 76              | 40                   |
| 2008                         | Sanjaagiin Bayar           | 914.037              | 52,67                | 1r                   | 45 / 76              | 8                    |
| 2012                         | Sükhbaataryn Batbold       | 353.839              | 31,31                | 2n                   | 26 / 76              | 19                   |
| 2016                         | Miyeegombyn Enkhbold       | 636.316              | 45,69                | 1r                   | 65 / 76              | 39                   |
| 2020                         | Ukhnaagiin Khürelsükh      | 1,795,793            | 44.93                | 1r                   | 62 / 76              | 3                    |
| 2024                         | Luvsannamsrain Oyun-Erdene | 505,410              | 54.0                 | 1r                   | 68 / 126             | 6                    |